# Novelis
Novelis Inc. ist ein weltweit tätiges US-amerikanisches Unternehmen für Aluminium-Walzerzeugnisse mit Sitz in Atlanta, das 2005 aus Alcan hervorgegangen ist und seit 2007 Teil der indischen Hindalco Industries ist.
Novelis gilt mit ca. 11.400 Beschäftigten an 25 Standorten als der weltgrößte Hersteller von Aluminium-Walzerzeugnissen (Stand 2014). Die Produkte von Novelis sind überwiegend Halbzeug und Zwischenprodukte, Kunden sind dementsprechend keine Endverbraucher, sondern Industrie und Handwerk. Hergestellt werden beispielsweise Getränkedosen, Bleche für die Automobilindustrie, Dach- und Fassadenelemente für den Baubereich und lithografische Bleche. Dabei wird auch Recycling-Aluminium verarbeitet.

## Entwicklung
Novelis wurde im Jahr 2005 gegründet, bestand jedoch bereits vorher als Geschäftsbereich Walzerzeugnisse von Alcan. Diese Aktivitäten wurden ausgegliedert und im neuen Unternehmen Novelis zusammengefasst. Novelis Inc. ist eigentlich ein kanadisches Unternehmen, allerdings werden die Geschäfte von Atlanta aus geführt.

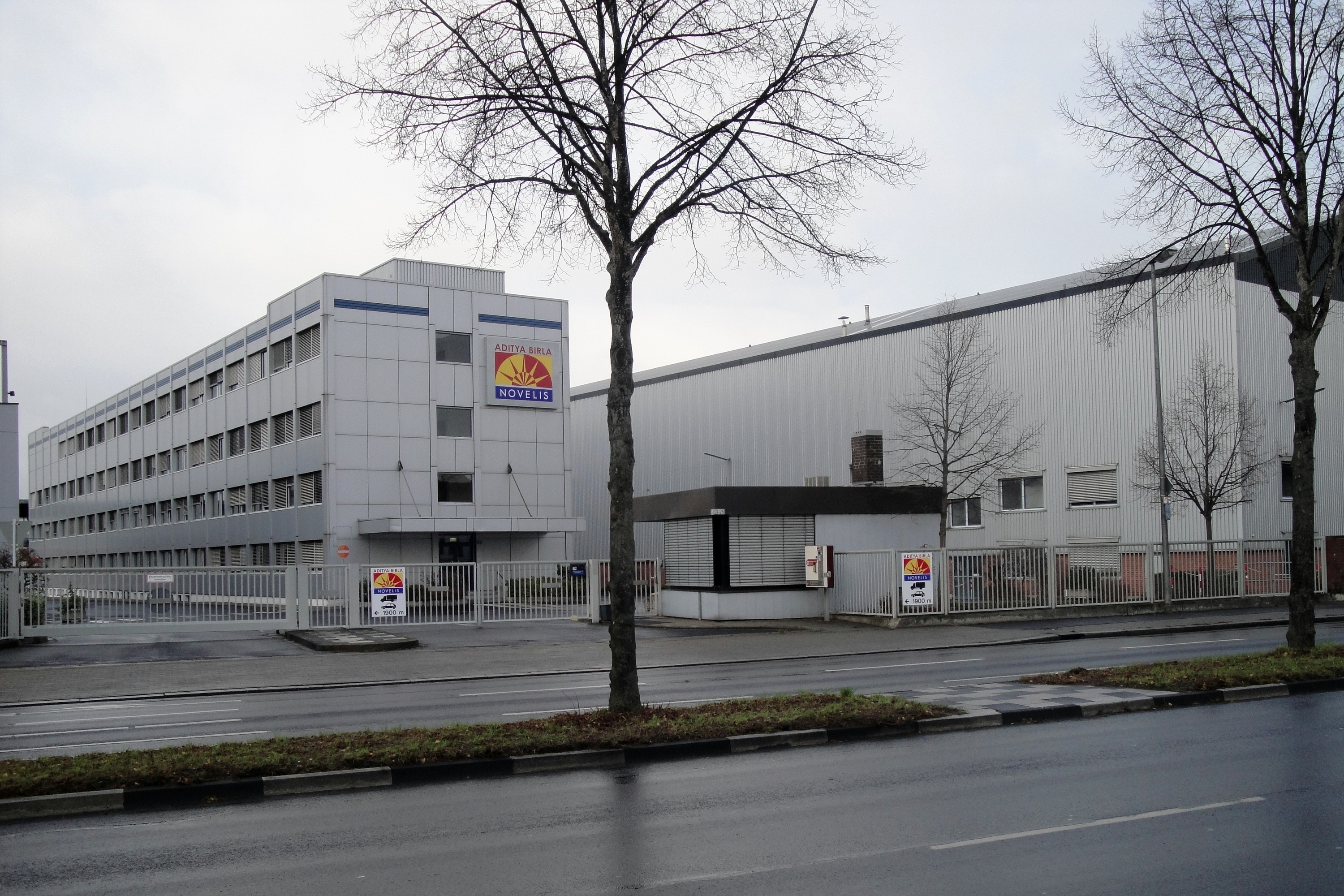
Novelis in Göttingen

Die Ausgliederung von Novelis half Alcan unter anderem, Forderungen amerikanischer und europäischer Kartellbehörden zu erfüllen. So wurde der europäischen Kommission die Ausgliederung der deutschen Werke Göttingen, Neuss-Norf und Nachterstedt zugesagt, um die Besorgnis über Alcans Machtstellung in der Aluminiumindustrie nach der Übernahme der Unternehmen Pechiney und Alusuisse zu zerstreuen.
Im Februar 2007 wurde bekanntgegeben, dass der indische Aluminium- und Kupferhersteller Hindalco Industries mit Sitz in Mumbai ein Übernahmeangebot für Novelis in Höhe von 6 Mrd. Dollar abgegeben hat. Die Übernahme wurde im Mai 2007 abgeschlossen. Durch die Übernahme von Novelis wird Hindalco zum weltgrößten Anbieter für Aluminium-Walzprodukte.
Im Jahr 2020 schloss Novelis die Übernahme von Aleris ab.

## Präsenz in Deutschland
Novelis Deutschland besteht aus den Werken Göttingen, Nachterstedt, Plettenberg-Ohle, Koblenz, Voerde, Neuss und Stuttgart. Im 2019 in Stuttgart-Weilimdorf gegründeten Customer Solution Center sollen Designlösungen für Fahrzeuge der Zukunft in Kooperation mit Automobilherstellern entwickelt werden.
Die im Oktober 2014 von Novelis eröffnete, weltweit größte Aluminiumrecycling-Anlage mit einer Grundfläche von 60.000 m² befindet sich in Nachterstedt in Sachsen-Anhalt und kann jährlich 400.000 Tonnen Aluminiumschrott verarbeiten. Dadurch werden rund 3,7 Mio. Tonnen CO2-Emissionen gegenüber der Verwendung von neuem Aluminium eingespart.
Der Bau der Recyclinganlage kostete etwa 205 Mio. €. Die Anlage umfasst zwei parallele Verarbeitungslinien; eine speziell für Getränkedosen und eine für sonstigen Aluminiumschrott. Pro Tag werden rund 55 Barren mit einem Gewicht von jeweils rund 25 Tonnen und einer Länge von 12 m aus Aluminiumschrott hergestellt. Novelis nutzt die Anlage zur Herstellung von Materialien für die „Evercan“, eine Getränkeverpackung aus 90 % recyceltem Aluminium.

## Ehemalige Alusuisse Schweiz
Die Aluminiumbranche ist im Kanton Wallis an den ehemaligen Alusuisse-Standorten noch immer der zweitgrößte industrielle Arbeitgeber.